# 椎名真昼
椎名 真昼（しいな まひる）は、佐伯さんによるライトノベル作品『お隣の天使様にいつの間にか駄目人間にされていた件』のヒロイン。「このライトノベルがすごい！」女性キャラクター部門では2022年版から4年連続で1位を獲得している。

## 作中設定
テストでは常に1位を取り、運動神経も抜群という文武両道でありながら、学年1の美少女と呼ばれるほどの容姿を持ち、誰に対しても優しく接することから学内で「天使様」と呼ばれる。前述の通り、完璧超人のように見えるが、実際は陰での努力によるものである。
名前の「真昼」は、父の「朝陽」と母の「小夜」の名前に由来する。父の朝陽が名付けて、「親が朝と夜なので子は昼」という意味。ただし、両親とは一緒に暮らしておらず、親からの愛情を一切受けずに育ってきたため、愛情に対して非常に飢えている。そのため、自身の外見目当てに寄って来る異性を毛嫌いしている。
同級生の藤宮周とは同じマンションの隣同士であり、食事をお裾分けし始めたことで接点を持ち、一緒の部屋で食事をするなど徐々に交流を深めていく。

## キャラクター設定
作者の「自分が好きになれるキャラクターを作る」という考えを前提として、元々世話焼きなしっかりものキャラと自堕落なキャラの組み合わせが好きだったことが、キャラクター設定をする上での原型となっている。作者によれば「周と真昼は性格が似ているようで生い立ちが正反対」であり、周が両親に大切にされていた分、真昼の生い立ちに関してどこまで負に傾けるかについて悩み、当初の構想では現状よりも闇が深い感じになる予定だったが、重たくなりすぎることが憚られたため、少し控えめになるように修正したという。

## 展開

### Web動画
2019年6月にGA文庫チャンネルにて『お隣の天使様にいつの間にか駄目人間にされていた件』のPVが公開されており、ナレーションは石見舞菜香（椎名真昼 役）が務めている。

### テレビアニメ
『お隣の天使様にいつの間にか駄目人間にされていた件』のテレビアニメは2023年1月から放送されており、本テレビアニメでは石見舞菜香が椎名真昼役を務めている。
石見は「周と真昼が互いに好意を持っていく過程」を演じる際に気を付けた点は特に無いとしており、自然と台詞や表情が変化していくため周と距離が縮まっていく真昼を素直に演じることを意識したと話している。また、アフレコの中で「ちょっと小悪魔めに」「ここは少し妖艶に」とディレクションを受けたことを明かしており、その際には「楽しく、真昼の新しい一面を感じながら演じた」と話している。

## 評価

### 反響
書評家・ライターのタニグチリウイチによれば本作のテレビアニメ放送開始後に原作ライトノベルがランキングの上位に出てくるようになり、その要因として椎名真昼の愛らしさに瞠目するアニメファンが続出し、もっと深くヒロインに迫りたいとの思いから原作ライトノベルを手に取るようになったと述べている。

### 『このライトノベルがすごい！』による評価
『このライトノベルがすごい！』女性キャラクター部門では2020年版から6年連続トップ10入りを果たし、2022年版から4年連続1位を獲得している。
| 年   | 賞                              | 部門                 | 順位 | 備考       |
| ---- | ------------------------------- | -------------------- | ---- | ---------- |
| 2019 | このライトノベルがすごい！ 2020 | 女性キャラクター部門 | 8位  |            |
| 2020 | このライトノベルがすごい！ 2021 | 女性キャラクター部門 | 2位  |            |
| 2021 | このライトノベルがすごい！ 2022 | 女性キャラクター部門 | 1位  |            |
| 2022 | このライトノベルがすごい！ 2023 | 女性キャラクター部門 | 1位  | 2年連続1位 |
| 2023 | このライトノベルがすごい！ 2024 | 女性キャラクター部門 | 1位  | 3年連続1位 |
| 2024 | このライトノベルがすごい！ 2025 | 女性キャラクター部門 | 1位  | 4年連続1位 |

### 人気投票・読者アンケート等
「アニメ！アニメ！」が2023年2月に実施した「2023年冬アニメ、一目惚れしたキャラは？」と題した読者アンケートでは1位を獲得している。同サイトが2024年4月に実施した「（石見舞菜香が）演じた中で一番好きなキャラクターは？」と題した読者アンケートでは1位を獲得している。
「MyAnimeList」が2023年度で最も人気のあるキャラクターを発表しており、椎名真昼は8位であった。
海外サイト「Anime Trending」が発表した「Winners of the Winter 2023 Anime Awards」では女性キャラクター部門での受賞を果たした。